# Яна Чепелова
Яна Чепелова (родена на 29 май 1993 г. в Кошице) е словашка тенисистка.
Чепелова е носителка на 4 титли на сингъл и 3 на двойки от веригата на ITF.

## Лични данни
Чепелова е родена в семейството на Петер и Ярмила. Брат ѝ Роман е този, който я запознава с тениса, когато тя е на 4 години. Любимата ѝ настилка е червената (клей). Владее словашки и английски език. Като малка се е възхищавала на Мартина Хингис, а сега е почитателка на Рафаел Надал. Любимият ѝ турнир е Уимбълдън. Неин треньор e Мартин Жатуречки. 

## Кариера
През 2008 г. Чепелова играе в първия си турнир в кариерата. Това се случва на ITF турнир, който се провежда в Братислава, Словакия
.
През 2009 г. продължава да играе на ITF турнири в родината си.

### 2010
През 2010 г. Чепелова стига до три финала на турнири от веригата на ITF. При третия опит успява да спечели първата си ITF титла.
Чепелова печели и Аустрелиън Оупън 2010 за младежи на двойки заедно със сънародничката си Шантал Шкамлова, отстранявайки Тимеа Бабош и Габриела Дабровски във финала.
| Изход     | Година | Турнир           | Настилка | Партньор        | Опоненти                       | Резултат      |
| --------- | ------ | ---------------- | -------- | --------------- | ------------------------------ | ------------- |
| Шампионки | 2010   | Аустрелиън Оупън | Твърда   | Шантал Шкамлова | Тимеа Бабош Габриела Дабровски | 7–6(7–1), 6–2 |

### 2011
През 2011 г. участва за първи път в основната схема на турнир от тура на WTA, но още в първи кръг е елиминирана.
Печели и 4 ITF титли (3 на сингъл и 1 на двойки). Играе в още 2 финала на сингъл и 3 на двойки.

### 2012
През 2012 г. Чепелова преминава квалификациите на Уимбълдън 2012 и стига до трети кръг в основната схема, където отстъпва на втората поставена Виктория Азаренка в два сета.
На турнира Сити Оупън 2012 Чепелова играе в четвъртфиналната фаза, но там е спряна от евентуалната шампионка Магдалена Рибарикова.
Печели и 2 ITF титли на двойки.

### 2013
На Аустрелиън Оупън 2013 Чепелова отпада във втори кръг, където е надиграна от Янина Викмайер с 6–7(8–10), 5–7. На 28 януари тя дебютира в първите 100 на света, изкачвайки се до No.97.
През февруари Чепелова прави своя дебют в отборното първенство Фед Къп, където се състезава за отбора на Словакия. Там тя се изправя срещу представителката на Сърбия Бояна Йовановски и успява да я победи в дълъг трисетов мач с 5–7, 7–5, 11–9. Нейният успех помага на отбора на Словакия да продължи напред след победа с 3–2 срещу Сърбия. В края на месеца тя участва и в турнира Бразил Тенис Къп 2013, но в четвъртфиналите е отстранена от Олга Пучкова.
През март и април Чепелова претърпява ранни загуби в турнирите Бе Ен Пе Париба Оупън 2013, Сони Оупън Тенис 2013, Монтерей Оупън 2013 и Бе Ен Пе Париба Катовице Оупън 2013.
През май тя играе на Бръсълс Оупън 2013 и Ролан Гарос 2013, но и в двата турнира отпада във втори кръг.
На Уимбълдън 2013 отново губи във втори кръг, отстъпвайки на Роберта Винчи в три сета с 1–6, 6–4, 7–9.
През месец юли Чепелова пропуска турнирите Гран при на Будапеща 2013 и Гащайн Лейдис 2013 заради травма в гръбначния стълб. Играе на Сити Оупън 2013, където побеждава Кики Бертенс, но след това губи от евентуалната Магдалена Рибарикова с 5–7, 7–5, 5–7.
Чепелова преминава квалификациите на Роджърс Къп 2013 и Уестърн енд Съдърн Оупън 2013, но отпада в първи кръг от основната схема и на двата турнира. Седмица по-късно не успява да преодолее квалификациите Ню Хейвън Оупън 2013. На US Open 2013 отстъпва в първи кръг на квалификантката Камила Джорджи.

## Финали на турнири отWTA Тур

### Сингъл: 1 (0 – 1)
| Легенда                              |
| ------------------------------------ |
| Турнири от Големия шлем (0 – 0)      |
| Шампионат на WTA Тур (0 – 0)         |
| Задължителни Висши & Висши 5 (0 – 0) |
| Висши (0 – 1)                        |
| Международни (0 – 0)                 |

| Финали по настилка |
| ------------------ |
| Твърда (0 – 0)     |
| Трева (0 – 0)      |
| Клей (0 – 1)       |
| Мокет (0 – 0)      |

| Изход      | No. | Дата         | Турнир                           | Настилка     | Опонент         | Резултат     |
| ---------- | --- | ------------ | -------------------------------- | ------------ | --------------- | ------------ |
| Финалистка | 1.  | 6 април 2014 | Фемили Съркъл Къп, Чарлстън, САЩ | Клей (зелен) | Андреа Петкович | 5 – 7, 2 – 6 |